# نرخ موثر بیکاری
نرخ بیکاری اعلام شده توسط وزارت کار ایالات متحده، شامل افرادی که دیگر از جستجوی کار دلسرد شده‌اند یا کارگران پاره‌وقتی که ساعات کاری کمتری نسبت به آنچه دوست دارند دارند، نمی‌شود. با اضافه کردن این دو گروه به نرخ بیکاری، این نرخ به نرخ مؤثر بیکاری تبدیل می‌شود.
اداره آمار کار در ایالات متحده یک شاخص نرخ بیکاری جایگزین مشابه نرخ مؤثر بیکاری به نام U6 دارد.